# 박민수 (변호사)
박민수(朴敏秀, 1964년 9월 21일 ~ )은 대한민국의 정치인이자, 변호사 출신의 전직 더불어민주당 국회의원이다.

## 약력 및 학력
- 장수 장계초등학교 졸업
- 전주동중학교 졸업
- 전라고등학교 졸업
- 고려대학교 법학과 학사
- 제37회 사법시험 합격(사법연수원 27기)

## 경력
1. 변호사 경력
- 1998년

. 전북대 총학생회 국가보안법위반 (항소심)
. 기업화의사건(금강의료재단)
. 전북대학교 기성회직원(미화원) 80명 임금청구 사건
- 1999년

. 익산춘포교 사망자 익산시 등 상대 손해배상청구
- 2002년

. 교육감선거법관련 헌법소원(전북학교운영위원협의회)
- 2003년

. 전주시공무원노조 관련사건
. 민노총전북본부 특수공무집행방해치상사건
. 부안방폐장관련 형사사건 (20여건)
- 2004년

. 부안방폐장유치찬반주민투표관리위원회 주민투표정지가처분 사건
. 고산폐기물소각장반대관련 사건
. 부귀공동묘지반대 관련사건
- 2005년

. 전북버스노조관련 퇴직자 임금청구사건
. 공무원노조파업관련 행정소송 (공무원노조 전북본부)
. 익산CC 노동조합 단체교섭응락가처분 등 사건
- 2006년

. 국가인권위원회 결정 관련 헌법소원(전북평화와인권연대)
. 총장후보자추천선거 효력정지가처분(전북대학교 공무원직장협의회)
. 평등노조 임금청구사건(전북도청 환경미화원)
. 서곡주공아파트 장기수선충당금 관련소송
- 2007년

. 화물연대 관련형사사건 . 전주시 공무원노조 관련형사사건
. 전주시 택시노동조합 관련 형사사건
. 전교조 교사 국가보안법위반 사건 (무죄 판결)
. 전국공무원노동조합 전북본부 조합원 파면사건
. 현대자동차 전주본부 비정규직관련 민사사건
. 국가보안법위반 관련 불명예제대자 손해배상 사건
. 전국공무원노동조합 전북본부 조합원 파면사건
- 2008년

. 한미 FTA 반대집회관련 시민단체 대표자 형사사건
. 전주시 공무원노조 관련 형사사건(서울)
. 한미 FTA 반대집회관련 노동조합조합원 형사사건
. (주) 청진(전국공공서비스노동조합)관련 단체교섭응락가처분
- 2009년

. 전교조 교사 시국선언 관련 형사 사건 (1심 무죄 판결)
. 전주시 택시 일반노조 형사 사건
- 2010년

. 전북 버스노조 징계 관련 효력 정지 사건
. 민주노총 전북본부 전임자 대전 파업 관련 행정 사건
. 전국공무원노조 남원시 지부 형사 사건
. 군산 미군비행장 소음 관련 민사 사건
. 버스노동조합 관련 통상임금 민사 소송 (전북고속, 제일여객, 새만금교통, 전일여객, 호남고속, 신흥여객, 광일여객, 임순여객, 무진장 여객, 금남고속, 중부고속 등)
. 전북지역 교사 보험 관련 집단 민사 소송 (총 10건 / 500여명)
. 전국공무원노동조합 전주시지부 징계관련 행정소송(징계취소 판결)
- 2011년

. KBS 노동조합 조합원 선거법 관련 형사사건
. 전교조 시국선언 관련 형사사건
. 전북 평등노조 전주시 관련 형사 사건
. 코아백화점 노동조합 해고 관련 가처분 / 민사 사건
. 전북 버스 노동조합 파업 관련 형사 사건 (10 여건)
. 전북 버스 노동조합 조합원 통상임금 관련 민사사건 (총13여건)
. 전교조 교사등 민노당 후원금 형사사건 (총 75건)
2. 민주사회를 위한 변호사모임 경력
- 버스운전자 임금 관련

. 전북지역 버스 운전기사 통상임금 미지급과 관련하여 5년간의 장기간의 재판 결과 2010. 2. 대법원 확정판결을 이끌어 냄
. 현재, 다수 미지급임금 소송 진행 중 / 버스 파업 조합원들의 법률적 지원 및 형사적인 대응 중
- 교육감 선거 관련

. 2010. 6. 2. 전라북도교육감 선거에 공동선거대책본부장으로 시민, 민주교육감의 선거운동에 기여
. 교육감 인수위원회 위원으로 활동
- 대안 언론 활동

. 참소리(전북인터넷 대안신문 – 대표 문규현) 운영위원장으로 활동 중
. 부안 방폐장 반대운동 관련 그 결실로 만들어진 부안독립신문 주주
- 공무원 노동조합 관련

. 2004. 11. 14. 단 하루의 파업으로 전라북도 내에서 총 19명 정도 파면 및 해임의 징계를 맏았는데, 행정소청, 행정소송(1, 2심, 대법원) 등을 통하여 총18명이 구제
. 지방자치단체와 공무원노조간의 노동운동 관련 문제로 인하여 현재도 대량의 징계 사건을 맡아 처리 중 (전주시, 전북 전체)
- 민주노총 전북본부 관련 활동

. 개업시부터 현재까지 전북지역의 노동관련 형사, 민사 사건의 상당 부분을 선임하여 정리
. 평등노조(전주시 환경미화원 등) 관련 다수 사건 처리
- 전국교직원노동조합 관련

. 개업시부터 전교조 전북지부 고문변호사로 활동
. 역대 전교조 전북지부 지부장 등 관련 선거법, 집회및시위에관한법률 위반 등 다수 사건 변론
. 2009년 전교조교사 1차, 2차 시국선언 관련 전국 최초 무죄 판결
. 전교조전북지부 통일위원장 관련 국가보안법 위반 사건 무죄
. 현재, 전교조 교사들 민노당 후원금 사건 변론 중 (총75명)
- 시민단체활동계기

. 문규현 신부님과 김승환 현교육감이 공동대표로 있던,‘전북 평화와 인권연대’의 자문변호사로 시민단체활동 출발
- 2000년 민변 관련

. 2000년 민변전북지부 창립 (회장 조두연, 총무 박민수)
. 2002년 민변전북지부 회장
3. 국회의원 경력
- 前 노무현재단 전북본부 운영위원
- 前 대한변호사협회 이주외국인 법률지원단 변호사
- 前 민주통합당 부대변인
- 前 국회 예산결산특별위원회 위원
- 前 국회 예산결산특별위원회 예산안등조정소위 위원
- 前 민주통합당 정책위 부의장
- 前 민주당 원내대표 비서실장
- 前 국회운영위원회 위원
- 前 통상관계특별위원회 위원
- 前 세월호 국정조사특위 위원
- 前 정부조직법 TF 위원
- 前 세월호 보상법 TF 위원
- 前 국회 한중 FTA 피해대책 여야정 협의체 위원
- 前 제19대 국회의원 (더불어민주당/전북 진안군,무주군,장수군,임실군)
- 前 국회 농림축산식품해양수산위원회 간사
- 前 국회 농림축산식품해양수산위원회 예산결산소위원회 위원장
- 前 더불어민주당 제3정책조정위원회 위원장
- 前 더불어민주당 전북도당 운영위원 / 을지키는 민생실천 위원장

## 의정 활동

### 19대
- 2012년 5월~ 2016년 5월 제19대 국회의원(더불어민주당/ 전북 진안군, 무주군, 장수군, 임실군)

## 역대 선거 결과
| 실시년도 | 선거   | 대수 | 직책     | 선거구                           | 정당       | 득표수   | 득표율          | 순위 | 당락 | 비고 |
| -------- | ------ | ---- | -------- | -------------------------------- | ---------- | -------- | --------------- | ---- | ---- | ---- |
| 2012년   | 총선   | 19대 | 국회의원 | 전북 진안군·무주군·장수군·임실군 | 민주통합당 | 27,882표 | \| \| 49.35% \| | 1위  |      | 초선 |
|          | 49.35% |      |          |                                  |            |          |                 |      |      |      |